# Pareuchaetes pseudoinsulata
Pareuchaetes pseudoinsulata là một loài bướm đêm thuộc phân họ Arctiinae, họ Erebidae.